# Sparnopolius karasanus
Sparnopolius karasanus är en tvåvingeart som först beskrevs av Hesse 1938.  Sparnopolius karasanus ingår i släktet Sparnopolius och familjen svävflugor.
Artens utbredningsområde är Namibia. Inga underarter finns listade i Catalogue of Life.